# Kohila (obec)
Obec Kohila (estonsky Kohila vald) je samosprávná jednotka estonského kraje Raplamaa, zahrnující městys Kohila a několik okolních sídel.

## Galerie

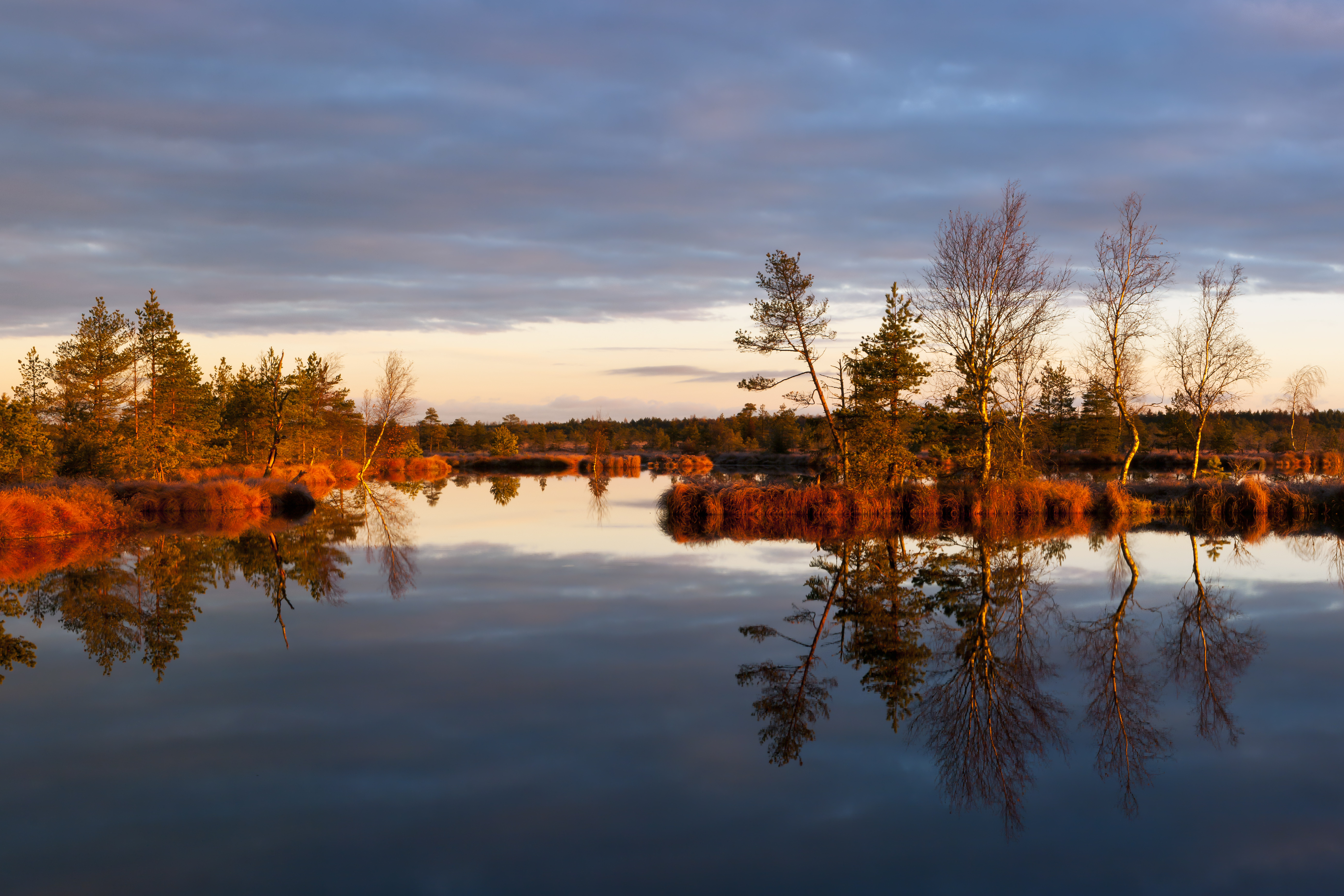
Chráněná krajinná oblast Rabivere
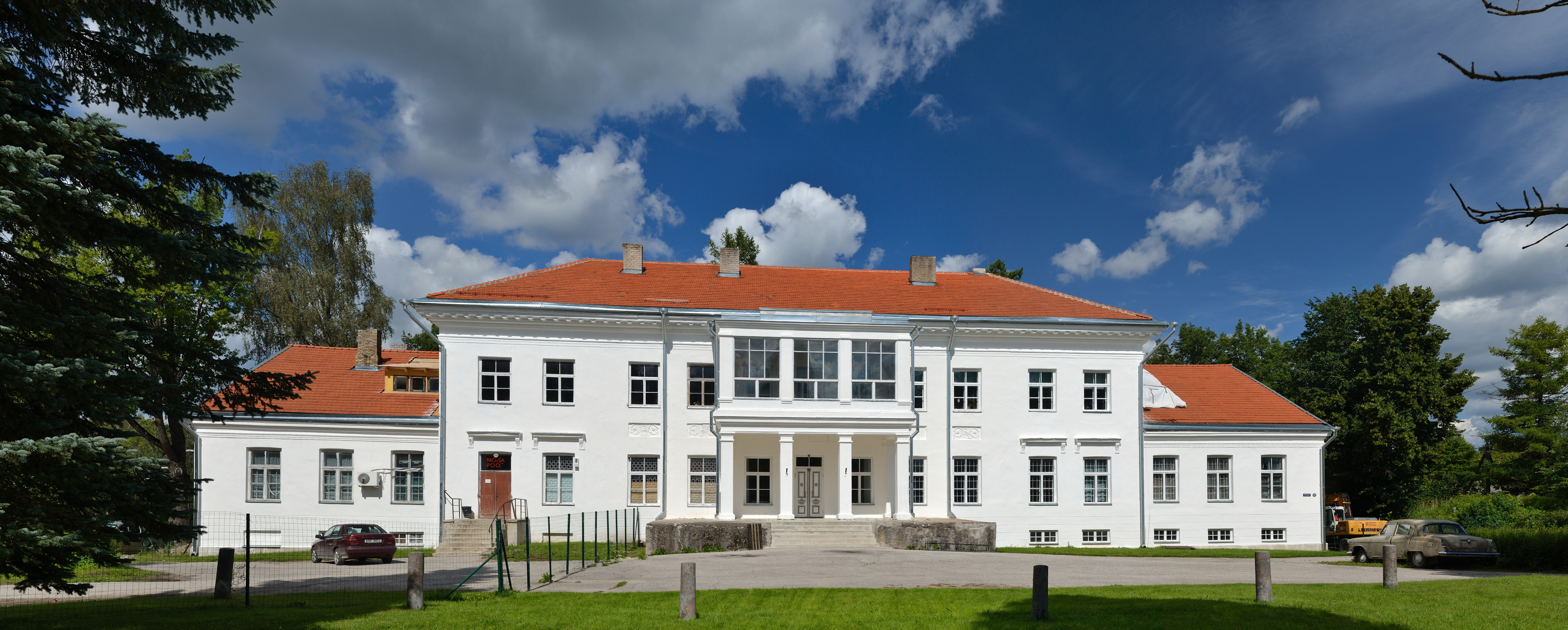
Zámek v Kohile
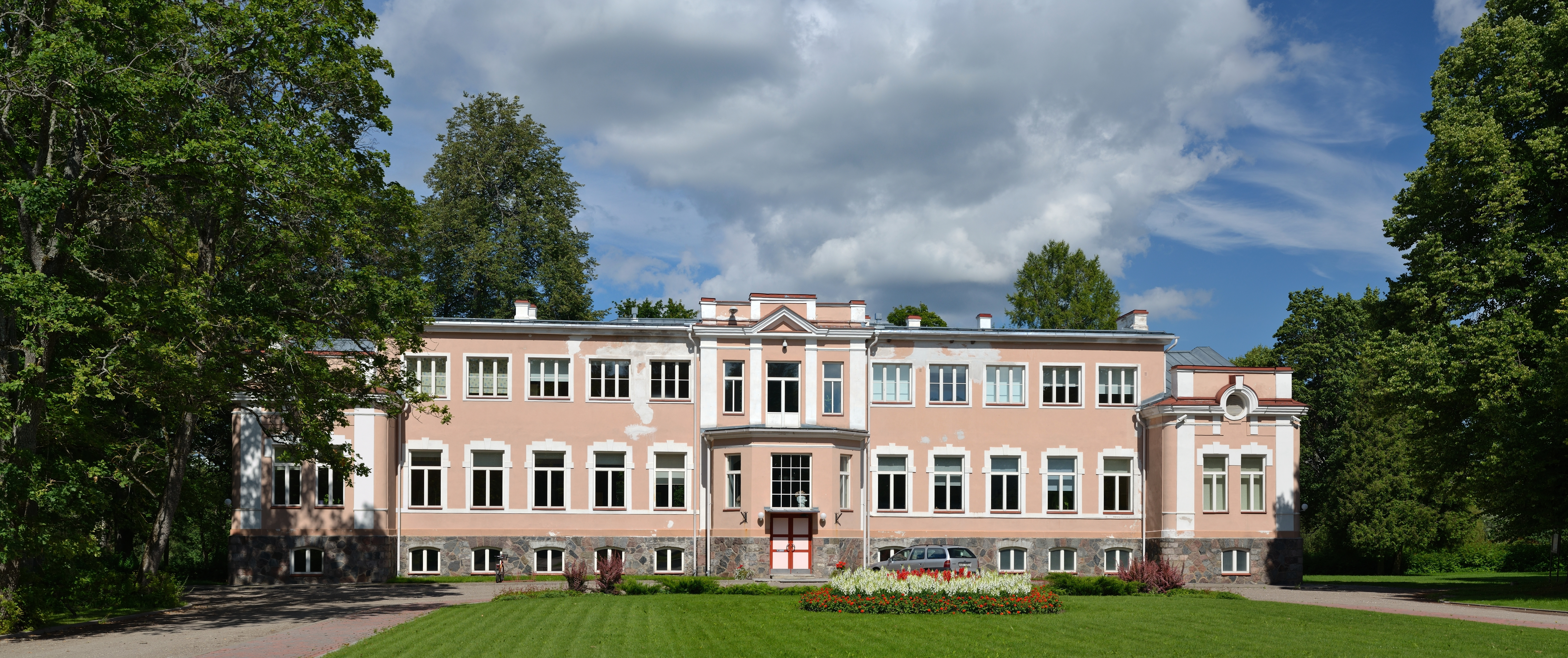
Zámek v Tohisoo
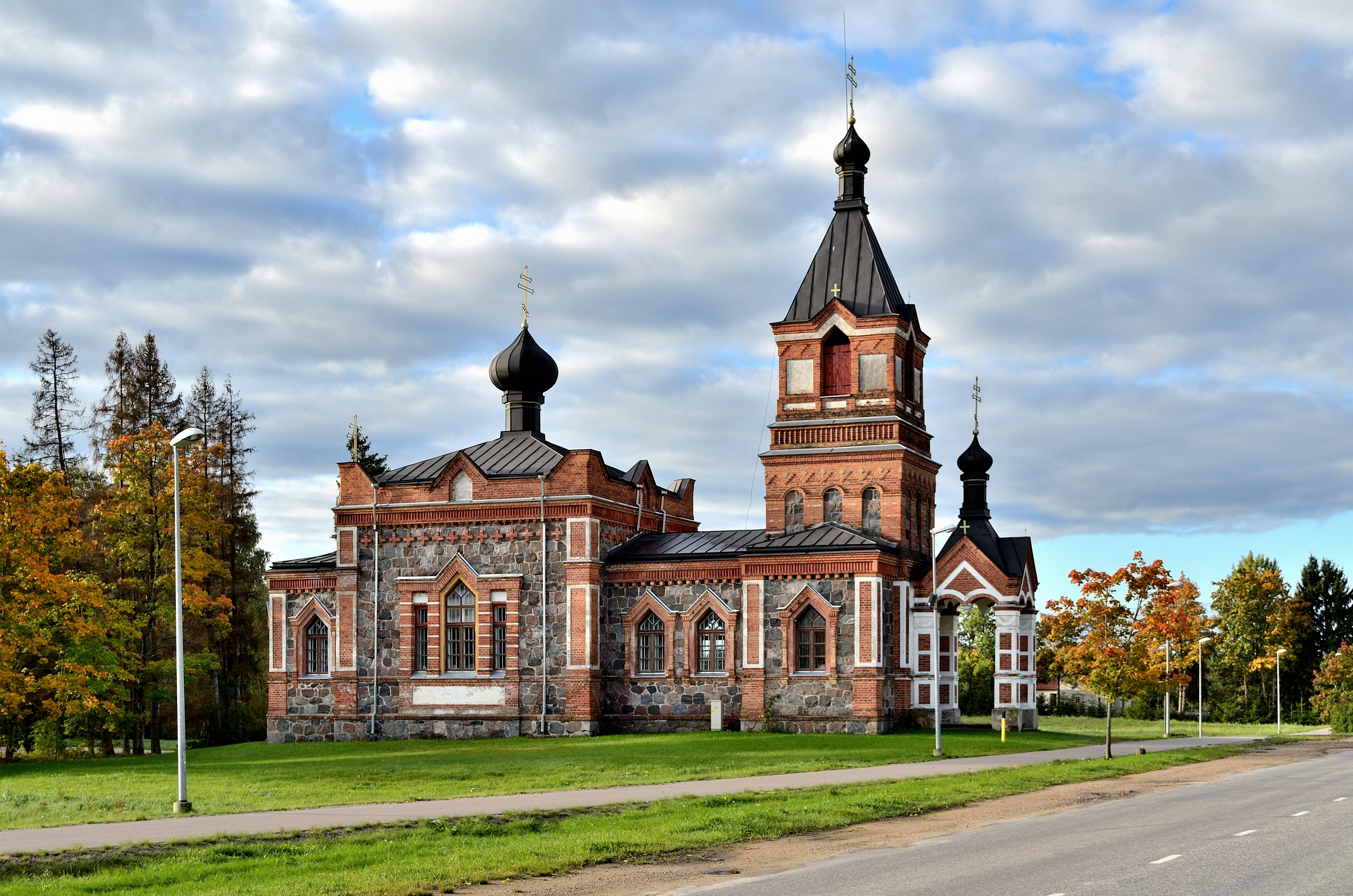
Kostel v Kohile
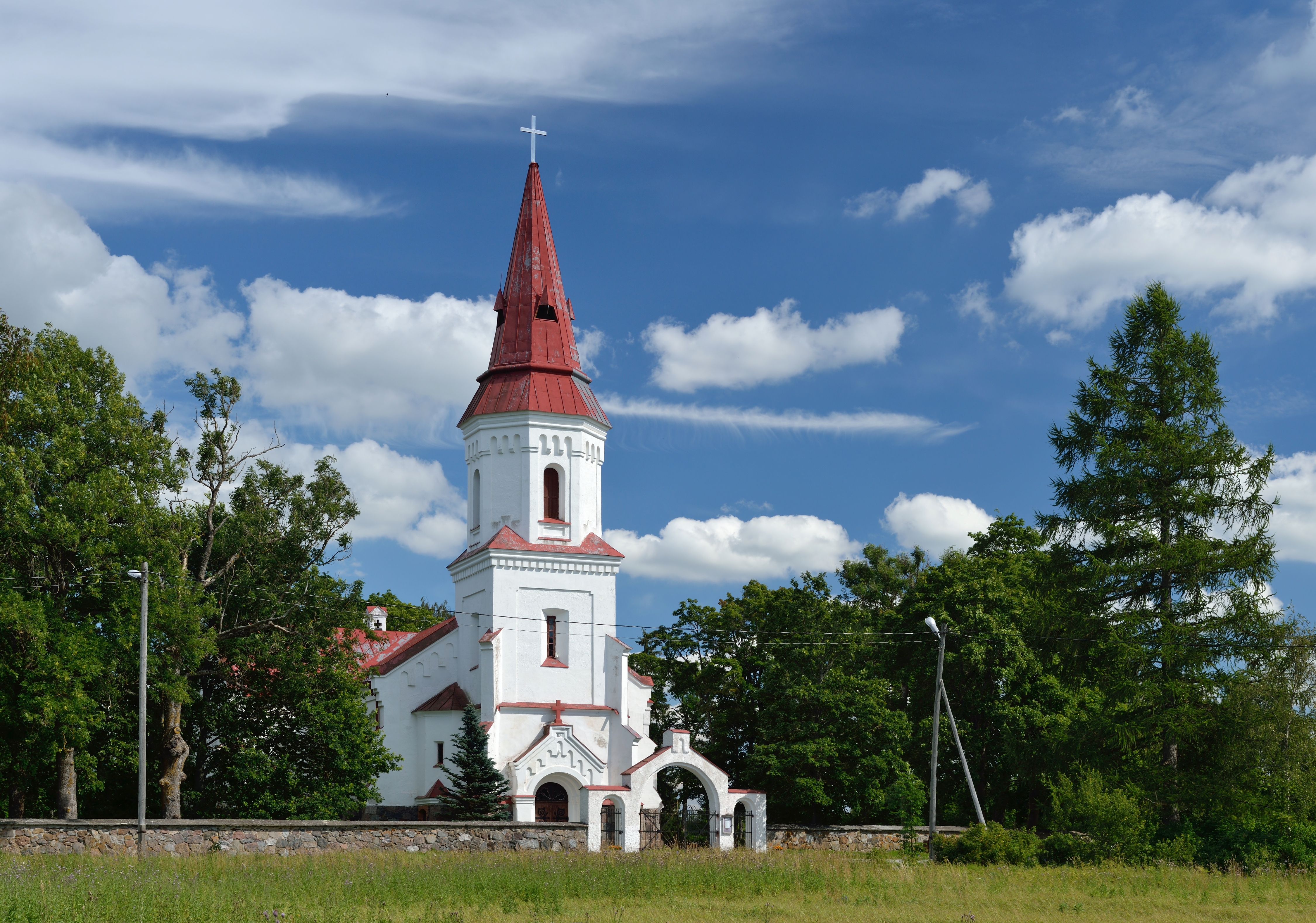
Kostel v Hageri
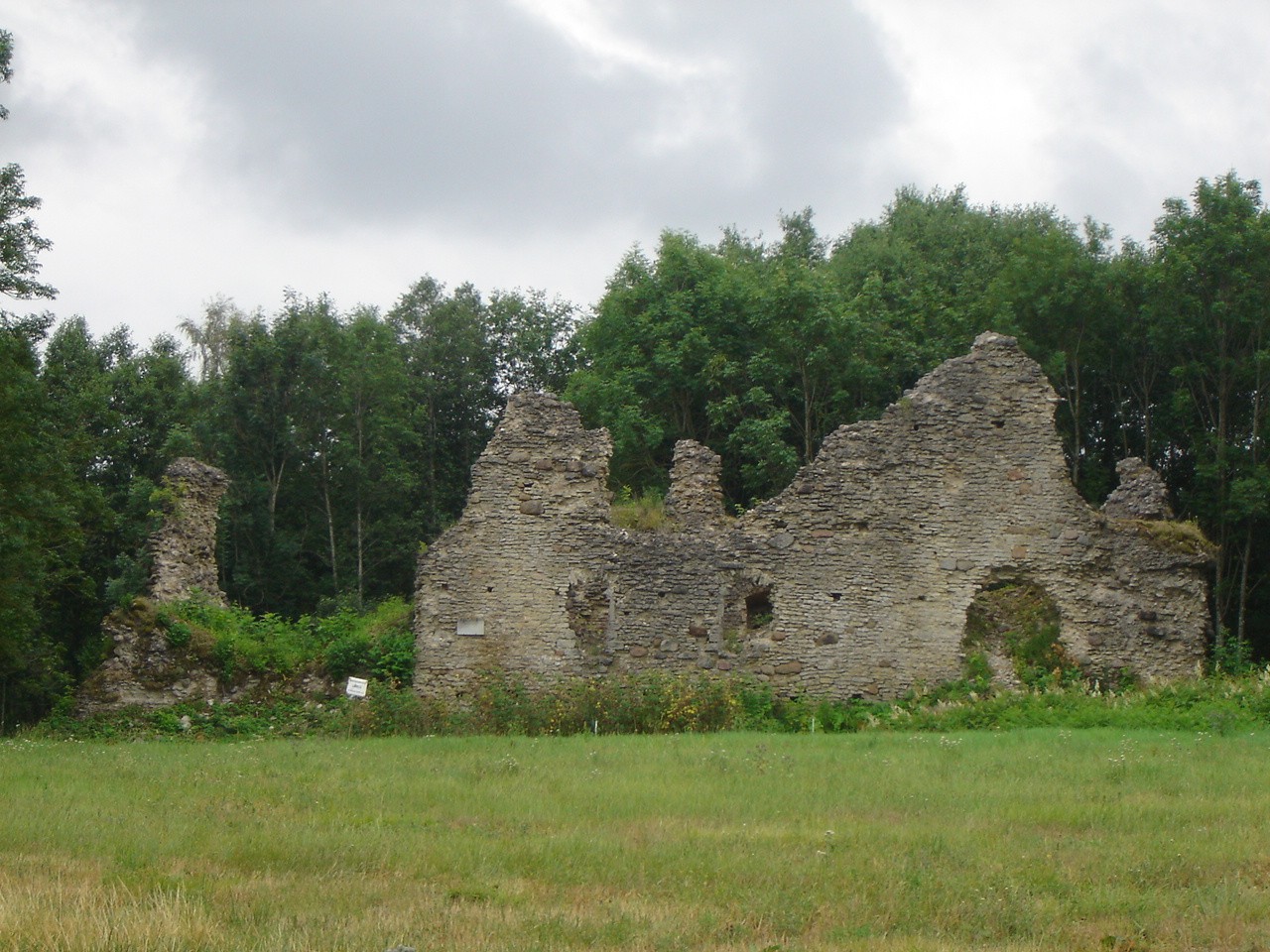
Zříceniny hradu Angerja
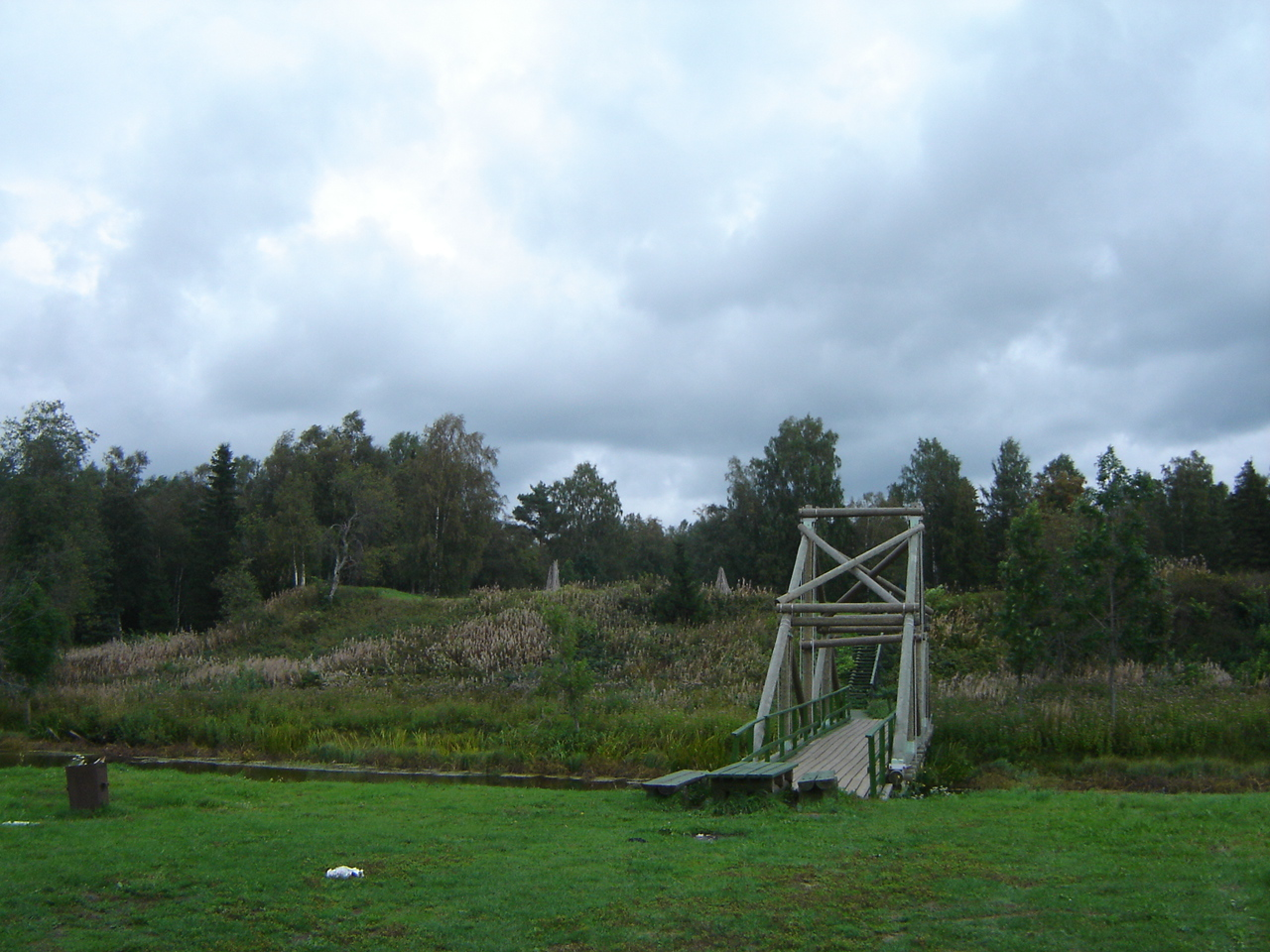
Hradiště Lohu
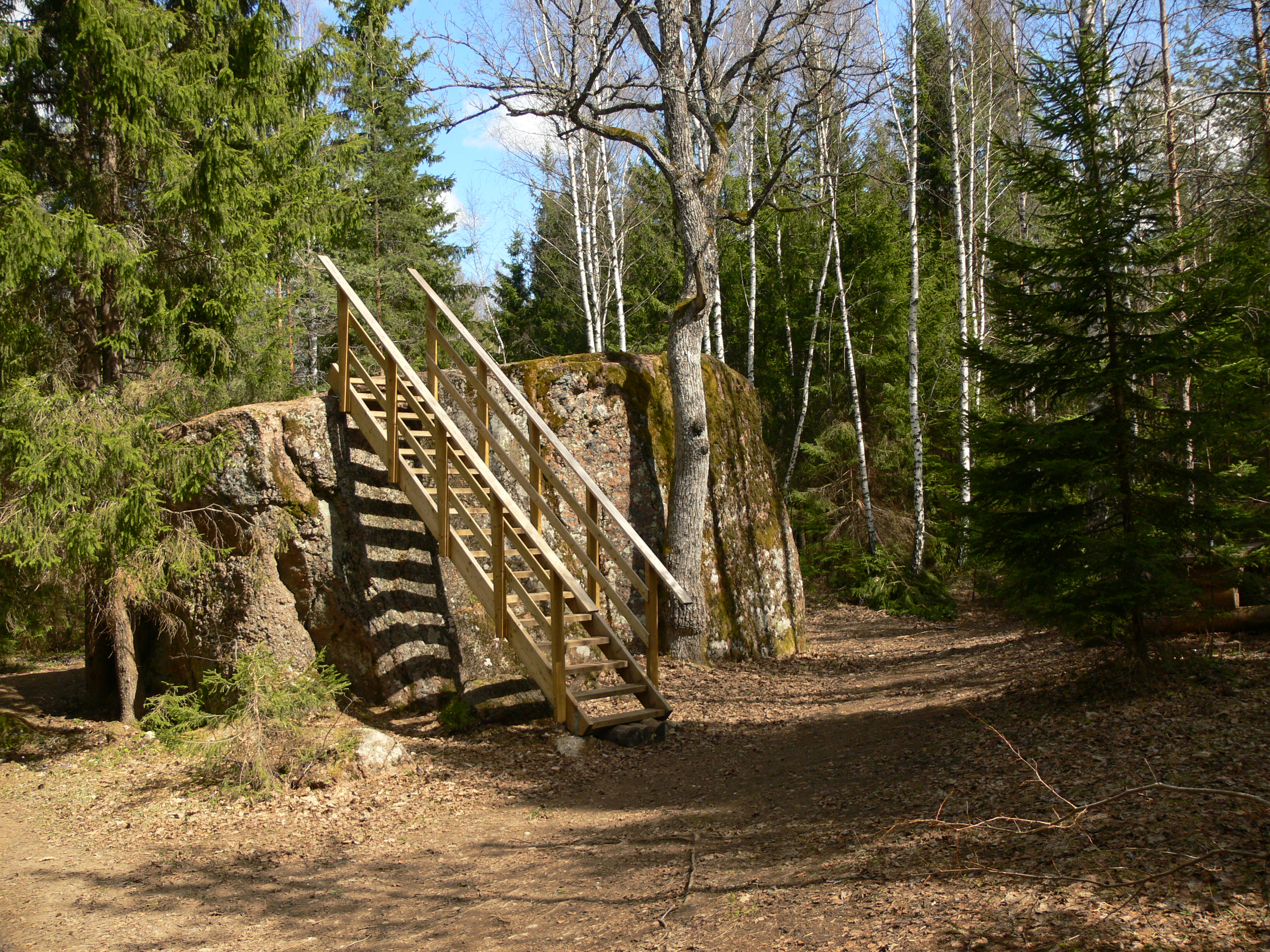
Bludný balvan v Pahkle